# 해암정
해암정(海巖亭)은 대한민국 강원특별자치도 동해시 추암동에 있는, 삼척 심씨의 시조 심동로가 벼슬을 버리고 내려와 제자를 가르치며 생활할 때 지은 정자이다. 강원특별자치도의 유형문화재 제63호로 지정되어 있다.

## 개요
삼척 심씨의 시조 심동로가 벼슬을 버리고 내려와 제자를 가르치며 생활할 때 지은 정자로 고려 공민왕 10년(1361)에 처음 짓고, 조선 중종 25년(1530)에 심언광이 다시 지었다.
심동로는 어려서부터 글을 잘하였는데, 고려말의 혼란한 상태를 바로잡으려 노력하다가 권력을 잡고있던 간신배들이 마음에 들지않아 고향으로 내려가려고 하였다. 왕은 그를 말렸으나 노인이 동쪽으로 간다는 뜻의 '동로(東老)'라는 이름을 내리면서 결국 허락하였다.
앞면 3칸·옆면 2칸 규모이며, 지붕 옆면이 여덟 팔(八)자 모양인 팔작지붕집이다. 앞면을 제외한 3면은 모두 4척 정도의 높이까지 벽을 만들고 모두 개방하였다.
이곳에는 송시열이 덕원으로 유배되어 가는 도중 들러 남긴 '초합운심경전사(草合雲深逕轉斜)'라는 글이 남아 있다.

## 같이 보기
- 동해 추암

## 참고자료
- 해암정 - 국가유산청 국가유산포털
- 이 문서에는 다음커뮤니케이션(현 카카오)에서 GFDL 또는 CC-SA 라이선스로 배포한 글로벌 세계대백과사전의 내용을 기초로 작성된 글이 포함되어 있습니다.